# (38543) 1999 VW9
1999 VW9 (asteroide 38543) é um asteroide da cintura principal. Possui uma excentricidade de 0.13029050 e uma inclinação de 18.19021º.
Este asteroide foi descoberto no dia 9 de novembro de 1999 por Charles W. Juels em Fountain Hills.